# Ауденарде, Роберт ван
Роберт ван Ауденарде (нидерл. Robert van Audenaerde; 1663—1748) — фламандский живописец и гравёр на меди.

## Биография
Роберт ван Ауденарде родился в 1663 году в городе Генте. Был первым учеником Фрэнсиса ван Мирхопа, затем учился у Ганса ван Клифа. Для монастыря в родном городе исполнил картину «Явление апостола Петра монаху, задумавшему покинуть свою обитель», а также писал портреты.
В своих гравюрах он в значительной степени прибегал к подготовке травлением и уже затем оканчивал работу ловким, плавным резцом.
В возрасте двадцати двух лет Роберт ван Ауденарде отправился в Рим, где стал учеником Карло Маратти. В конце XIX - начале XX века на страницах Энциклопедического словаря Брокгауза и Ефрона наиболее удачными были названы его гравюры с Карло Маратти: «Успение Богородицы», «Взятие Богородицы на небо», «Мученичество св. Власия», «Мадонна с Младенцем, раздающая венки роз», «Елеазар и Ревекка у колодца»  и «Христос на Елеонской горе».
Ауденарде также создавал гравюры совместно с Анн. Карраччи, Гв. Рени, П. да-Кортоны, Франческини, а также им награвировано много изображений древних статуй и скульптурных групп.
Роберт ван Ауденарде скончался в родном городе в 1748 году.